# Anyasági támogatás
Az anyasági támogatás egy normatív típusú családtámogatási ellátás, mely a gyermek születése után egyszeri juttatásként a gyermek (illetve ikrek esetén a gyermekek) születésével összefüggő anyagi terheket, a gyermekvállalás szociális kockázatát hivatott csökkenteni.
Az anyasági támogatás hatályos magyar szabályozását a családok támogatásáról szóló 1998. évi LXXXIV. törvény és a végrehajtásáról szóló 223/1998. (XII. 30.) kormányrendelet tartalmazza.

## Jogosultság
A támogatás alapvetően magyar állampolgárok részére folyósítható, de azt igényelhetik a bevándorlási vagy letelepedési engedéllyel rendelkező, továbbá a magyar hatóság által menekültként elismert személyek is.
Az anyasági támogatás feltétele, hogy az anya a terhessége alatt minimum négy alkalommal részt vegyen terhesgondozáson, és ezt a gondozást végző orvos igazolja számára. Koraszülés esetén ez a feltétel úgy módosul, hogy elegendő egyetlen terhesgondozáson való részvételt igazolni.
A támogatásra az az anya is jogosult, akinek gyermeke halva született.
Bizonyos feltételek teljesülése esetén jogosulttá válik az örökbefogadó szülő vagy a gyám is.

## Összege, folyósítása
Az anyasági támogatás egyszeri juttatás. A támogatás mértékét az 1998. évi LXXXIV. törvény a gyermek vagy gyermekek születésekor érvényben lévő öregségi nyugdíj minimum összegétől tette függővé, annak 150%-ában megállapítva a támogatás – gyermekenkénti – összegét, majd a 2002. évi XXXIII. törvény 2003. január elsejei hatállyal ezt az öregségi nyugdíj minimumának 225%-ára emelte, illetve ikergyermekek esetében az öregségi nyugdíj minimumának 300%-ában állapította meg.
A folyósítás fizetési számlára történő átutalással vagy kifizetési utalványon történő kiutalással történik. Az anyasági támogatás nem "exportálható", azaz nem utalható külföldre.

## Igénylése
Az anyasági támogatás nem jár automatikusan a jogosultaknak, hanem igényelni kell, írásban, kérelem formájában, akár személyesen kitöltve, akár postai úton elküldve a 223/1998. (XII. 30.) Korm. rendelet által meghatározott formanyomtatványt.
Elektronikus úton történő ügyintézésre az anyasági támogatás kérelmezésénél sokáig nem volt lehetőség, jóllehet ennek lehetőségét a 315/2005. (XII. 25.) Korm. rendelet 2007. január 1-től előírta, de ezt a határidőt előbb a 394/2007. (XII. 27.) Korm. rendelet 2008. január 1-i hatállyal két évvel kitolta, majd a 236/2012. (VIII. 30.) Korm. rendelet 2013. január 1-i hatállyal az anyasági támogatás igénylésének elektronikus úton történő lehetőségét vissza kivette a végrehajtásról szóló kormányrendeletből. A 70/2015 (III. 30.) kormányrendelet 2015. április 1-jétől újra bevezette az elektronikus igénylés lehetőségét.
Az anyasági támogatást a Magyar Államkincstár Megyei Területi Igazgatóságánál kell kérelmezni, a kérelmet Kormányablaknál is be lehet nyújtani. A kérelmet a kérelem beérkezésétől számított 8 napon belül bírálják el.
Az anyasági támogatást az 1998. évi LXXXIV. törvény szerint a gyermek születését követő 60 napon belül lehetett igényelni, majd ezt a jogvesztő határidőt a 2001. évi XII. törvény 180 napra növelte 2001. május elsejei hatályba lépéssel, illetve a 2009. évi LXXIX. törvény 2009. október 1-től 6 hónapra növelte.

## Statisztika
| Év   | Anyasági támogatás, az utalások száma | Anyasági támogatásra kifizetett összeg (millió Ft) |
| ---- | ------------------------------------- | -------------------------------------------------- |
| 2001 | 90 155                                |                                                    |
| 2002 | 84 906                                | 2 637                                              |
| 2003 | 91 673                                | 4 489                                              |
| 2004 | 90 242                                | 4 821                                              |
| 2005 | 93 311                                | 5 294                                              |
| 2006 | 95 146                                | 5 663                                              |
| 2007 | 90 495                                | 5 647                                              |
| 2008 | 95 028                                | 6 237                                              |
| 2009 | 94 860                                | 6 270                                              |
| 2010 | 87 048                                | 5 751                                              |
| 2011 | 84 396                                | 5 558                                              |
| 2012 |                                       |                                                    |

## Lásd még
- Terhességi-gyermekágyi segély

## Külső hivatkozások
- kormanyablak.hu > Anyasági támogatásra való jogosultság megállapítása iránti kérelem[halott link]
- Országos Nyugdíjbiztosítási Főigazgatóság > Családtámogatás > Ellátások > Anyasági támogatás
- Központi Statisztikai Hivatal